# Universal Studios
«Universal Studios» — американська кінокомпанія, що входить до складу NBC Universal. Споживачам відома своїм підрозділом Universal Pictures (Юніверсал Пікчерз), котра займається створенням і розповсюдженням фільмів. Розташована в Голлівуді у Юніверсал-Сіті, штат Каліфорнія.
Організація була заснована в 1909 році, але тільки в 1914 році отримала назву Universal. Кіностудію заснував Карл Леммле.

## Історія
Леммле-старший
Карл Леммле, виходець з Німеччини, зайнявся кінобізнесом в 1909 році, заснував Universal три роки по тому і в 1914 році присвоїв компанії нинішню назву. Леммле вдалося обійти конкурентів за рахунок зробленої ним ставки на «кінозірок». За часів, коли імена акторів не рахували потрібним вказувати в титрах, він привертав увагу газетярів до кожного кроку акторів і актрис, з якими у нього був укладений контракт. Багато в чому завдяки Леммле запрацював голлівудський «конвеєр зірок», що став пізніше відмінною рисою американської кіноіндустрії.
У 1915 році на території в 230 акрів поблизу Голлівуду «дядечко Карл» організував найбільший в світі майданчик для кінозйомок, який отримав назву Universal City. У рекламних цілях доступ на знімальний майданчик був відкритий для всіх охочих. Всупереч амбітній назві, підприємство Леммле спеціалізувалося на невибагливих вестернах, мелодрамах і багатосерійних фільмах, які в невеликих містечках були затребуваніші, ніж високобюджетні постановки, розраховані насамперед на жителів мегаполісів.
Тальбергівські роки
На відміну від конкурентів, Леммле не бачив необхідності в розвитку мережі кінотеатрів, зосередивши свої сили власне на кіновиробництві. Він не поривав зв'язків із рідною Німеччиною і навіть відкрив в 1926 році німецький підрозділ студії на чолі з Джо Пастернаком. У зв'язку з частою відсутністю Леммле в 1920-х роках в Каліфорнії, всіма справами голлівудської студії фактично завідував молодий, але талановитий продюсер Ірвінг Тальберг. Він зробив ставку на майстра перевтілень Лона Чейні, який вразив публіку своїм гротескним гримом у фільмах «Горбань із Нотр-Дама» (1923) і «Привид Опери» (1925). У цей період студію іронічно називали «Будинком жахів», тому що за чотири роки тут були зняті такі прибуткові фільми як «Дракула» і «Франкенштейн» (обидва в 1931 році), а також успішні картини «Старий темний будинок», «Мумія», «Вбивства на вулиці Морг» (все в 1932 році); «Людина-невидимка» (1933); «Чорна кішка» (1935) і «Перевертень» (обидва в 1935 році).
Леммле-молодший
Після відходу Тальберга зі студії, загостреного початком Великої депресії і переходом кіно на звукові рейки, студія занурилася в затяжну економічну кризу, втративши своє місце в «великий п'ятірці» Голлівуду. «Дядечко Карл», який влаштував на роботу в Universal безліч своїх родичів (і серед них режисера У. Уайлера), не став підшукувати Тальбергу заміну на стороні і, як тільки той досяг повноліття, передав кермо влади власному сину.
Молодший Леммле, не задоволений низьким художнім рівнем кінопродукції, вирішив зробити ставку на дорогі постановки з художніми претензіями, а також розпочав створення власної мережі кінотеатрів. Хоча деякі з «якісних» фільмів того часу мали успіх («На західному фронті без змін», 1930), основна частина пройшла непоміченою, а мюзикл «Плавучий театр» (1929) з тріском провалився.
При Леммле-молодшому студія однією з перших в Голлівуді освоїла нові галузі кіно — хоррор і мультиплікацію. Фільм жахів багато в чому зобов'язаний своїм виникненням класичним «страшилкам» студії Universal. 1931 року компанія Леммле випустила першу стрічку цієї серії, «Дракула». Значний комерційний успіх фільму дав продюсерам впевненість, що вони відкрили формулу успіху і тему чудовиськ слід продовжувати. Незабутні образи монстрів на кіноекрані створили Бела Лугоші і Борис Карлофф.
До заснування студії Уолта Діснея компанія Universal вважалася також одним з основних гравців в області мультиплікації. Аб Айверкс і Уолт Дісней створили на замовлення Леммле першого популярного мультперсонажа — кролика Освальда. Через фінансові розбіжності Дісней покинув студію, після чого образ кролика Освальда (права на якого залишилися в розпорядженні Universal) був перероблений ними в мишеня Міккі, і той досить скоро затьмарив за популярністю свого попередникаа. Протягом багатьох років мультиплікаційним підрозділом студії завідував Уолтер Ланц, який створив для Universal декількох пам'ятних мультперсонажей, включаючи дятла Вуді.
Після Леммле
За час Великої депресії фінансовий стан кіностудії сильно похитнувся. На відміну від інших кіномагнатів, батько і син Леммле воліли розвивати кіностудію суто на власні, а не позикові кошти. Це ледь не призвело до їх банкрутства, коли в 1920-і роки Еріх фон Штрогейм витратив весь вільний бюджет на знімання «Дурних дружин» і «Сліпих чоловіків». 1936 року сімейство Леммле вирішило зробити ставку на рімейк «Плавучого театру». Рада директорів дала дозвіл на початок знімання за умови отримання великої позики у корпорації Standard Capital під заставу прав на студію. Коли стало відомо, що знімальній групі не вдалося вкластися у виділений бюджет, позикодавці вимагали повернення кредиту. Так Леммле втратили контроль над студією. Незабаром після цього нова версія «Плавучого театру» вийшла в прокат з їхніми іменами в титрах і мала величезний успіх.
Після того як пішов Леммле компанія втрималася на плаву завдяки кіномюзиклу Джо Пастернака з Діною Дурбін в головній ролі. Другою «золотою жилою» для власників кіностудії стали в 1940-і роки коміки Ебботт і Костелло. На Universal були зняті деякі класичні фільми-нуар, як, наприклад, «Вбивці» Р. Сіодмака і «Оголене місто» Ж. Дассена. З дозволу Д. Сельцника пов'язаний з ним контрактом А. Гічкок поставив для Universal фільми «Тінь сумніву» і «Диверсант».
Проте фінансове становище компанії залишалося в той час недостатньо міцним для укладення довгострокових контрактів з «зірками» першої величини. Для залучення до знімання зірки калібру Бінга Кросбі або Джеймса Стюарта доводилося домовлятися з тією студією «великої п'ятірки», з якою вона була пов'язана контрактом. З тієї ж причини співробітники Universal в числі останніх в Голлівуді стали працювати з кольоровою плівкою (якщо не брати до уваги новаторського використання кольору в «Привиді Опери» 1925 року).
Британці
Американський мільйонер Артур Ренк, завдяки щедрим фінансовим вливанням якого в 1940-і роки британський кінематограф переживав небувалий зліт, розглядав Universal як ідеальний стартовий майданчик для завоювання американського глядача. Завдяки його партнерству з Universal американці змогли познайомитися з такими шедеврами англійської кіношколи, як «Великі надії» Девіда Ліна і «Гамлет» Лоуренса Олів'є. 1945 року з ініціативи Ренка відбулося об'єднання Universal з незалежною компанією International Pictures в концерн United World Pictures, який проіснував менше року. Після «переформатування» об'єднана студія була перейменована в Universal-International, а на чолі її став засновник International Pictures, Вільям Гетц (впливова фігура в американській кіноіндустрії, зять Л. Б. Маєра).
В кінці 1951 року контроль над студією придбала інша англійська компанія, Decca Records. Ці роки в історії компанії запам'яталися співпрацею з режисером Дугласом Сірком. Найпопулярнішими зірками студії в 1950-і роки були Рок Гадсон і Тоні Кертіс.
Під контролем МСА
В кінці 1950-х років у зв'язку з масовим відтоком глядачів з кінотеатрів до телеекранів найбільші студії Голлівуду переживали не найкращі часи. Компанія Universal на деякий час припинила знімання нових фільмів, а в 1958 році продала за $ 11 млн свій легендарний знімальний майданчик концерну MCA Inc., який перейменував її в Revue Studios і налагодив там виробництво телесеріалів. Глава MCA, Лью Вассерман, грунтовно вклався в модернізацію застарілого на той час «міста Леммле».
У 1962 році відбулося остаточне злиття MCA і Decca Records. В результаті Universal Studios перейшли під повний контроль Вассермана, який на той час уже перевів на контракти з Universal тих «зірок», чиїм агентом він був: Доріс Дей, Лану Тернер, Кері Гранта і навіть А. Хічкока. Другий раз у своїй історії студія вирвалася на перші позиції в кіноіндустрії. На відміну від епохи Леммле, Universal початку 1960-х міг собі дозволити контракти з найяскравішими «зірками» на голлівудському небосхилі. Прикладами продукції того часу можуть служити фільми 1963 року «Птахи» і «Шарада».
Однією зі складових успіху Universal в 1960-і роки було активне виробництво телефільмів. В окремі сезони компанія виробляла половину серіалів, які демонструвалися на каналі NBC. Студія першою з гігантів американського кіно вирішила для себе проблему конкуренції з боку телевізійників. Більш того, в 1970-ті роки робота для телебачення стала основним джерелом доходу. Серед найбільш прибуткових кінопроєктів Universal того часу — побив студійний рекорд касових зборів «Аеропорт» (1970), гостросюжетний трилер «Щелепи» (так само як і наступні роботи Стівена Спілберга), знятий на крихітний бюджет молодіжний фільм «Американські графіті» від Дж. Лукаса, пізніше — франшиза «Назад в майбутнє».
1990-ті — нині
У 1990-і і 2000-і роки студія Universal Pictures (як і інші голлівудські студії) неодноразово змінювала господарів:
- У 1990 році Вассерман домовився про придбання МСА за $ 6600 млн заможним японським інвестором — компанією Matsushita, яка виробляє побутову техніку Panasonic. У тому ж 1990 році на отримані від оборудки кошти вдалося відкрити тематичний парк Universal Studios Florida в Орландо.
- У 1995 році японці продали 80 % компанії за $ 5700 млн канадському виробнику алкогольних напоїв Seagram (який пізніше придбав також звукозаписну компанію PolyGram).
- У 2000 році підрозділи Seagram, пов'язані з шоу-бізнесом, були придбані французьким медіа-конгломератом Vivendi, який після цього змінив назву на Vivendi Universal. 2002 року запрацював підрозділ студії, який займається артхаусом, — Focus Features.
- Щоб розплатитися з боргами, Vivendi в 2004 році продало контрольний пакет Universal (80 %) корпорації General Electric, яка ухвалила рішення об'єднати нове придбання з належним їй телеканалом NBC в NBC Universal. Решта 20 % були викуплені у Vivendi в 2010 році.
- У 2010 році 51 % NBC Universal був проданий компанії Comcast, найбільшому в США оператору кабельного телебачення та домашнього інтернету. Операція була закрита 29 січня 2011 року.

У 2012 році кіностудія Universal відсвяткувала столітній ювілей. 2017 року кіностудія відсвяткувала стоп'ятирічний ювілей.